# Cosme (Madalena)
Cosme (Madalena) é uma elevação portuguesa localizada no concelho da Madalena, ilha do Pico, arquipélago dos Açores.
Este acidente geológico tem o seu ponto mais elevado a 843 metros de altitude acima do nível do mar. Esta elevação tem nas suas proximidades o Cabeço do Sintrão, o Cabeço da Brindeira e o Cabeço Vermelho.